# Савельев, Николай Анатольевич
Никола́й Анато́льевич Саве́льев (род. 12 января 1966, Казань) — российский политический и государственный деятель. Вошел в список Forbes «Власть и деньги. Рейтинг доходов госслужащих 2015», 87 строчка с состоянием 95.17 млн российских рублей.

## Биография
Родился 12 января 1966 года в Казани.
В 1996 году окончил ДВГУ, специализация — юриспруденция.
С 1988 по 1990 год был секретарём Корякского окружного комитета ВЛКСМ. С 1990-х до 2002 года занимался экономической деятельностью. 
С 2001 по 2002 год был генеральным директором ОАО «Российские лотереи».
С 2002 по 2009 год был помощником депутата Государственной Думы. С 2009 по 2011 год работал в правительстве Амурской области, в мае 2011 года занимал должность заместителя председателя. На сегодняшний день Николай Савельев является секретарём Амурского Регионального отделения партии «Единая Россия».
Возглавлял областной общеобластной список партии «Единая Россия» на Выборах в заксобрание Амурской области 2011 года, на них партия по официальным данным получила 44,21 % голосов избирателей и 17 из 36 мест. На первом заседании новоизбранного регионального парламента 19 декабря 2011 года избран его председателем (22 — «за», 14 — «против»).
24 декабря 2012 года сложил с себя полномочия председателя, в связи с вхождением в состав Совет Федерации от исполнительной власти Амурской области. В верхней палате российского парламента вошёл в состав комитета по обороне и безопасности. 
Женат. Четверо детей.